# 柳比奇河
柳比奇河（烏克蘭語：Любич），是烏克蘭的河流，位於該國北部，屬於傑斯納河的支流，發源自克列哈伊夫西北面，流經切爾尼戈夫州和基輔州，河流全長15公里。